# Каслтаунбер
Каслтаунбер (англ. Castletownbere; ирл. Baile Chaisleáin Bhéarra ) — деревня в Ирландии, находится в графстве Корк (провинция Манстер). Неподалёку от деревни находится замок Данбой.

## Демография
Население — 868 человек (по переписи 2006 года). В 2002 году население составляло 875 человек.
Данные переписи 2006 года:
| Общие демографические показатели |               |                               |                               |      |      |
| Всё население                    | Всё население | Изменения населения 2002—2006 | Изменения населения 2002—2006 | 2006 | 2006 |
| 2002                             | 2006          | чел.                          | %                             | муж. | жен. |
| 875                              | 868           | −7                            | −0,8                          | 429  | 439  |